# José Moreira Bastos Neto
José Moreira Bastos Neto (* 25. Januar 1953 in Simonésia; † 26. April 2014 in Três Lagoas) war ein brasilianischer Geistlicher und römisch-katholischer Bischof von Três Lagoas.

## Leben
José Moreira Bastos Neto studierte zunächst an der FAFIC in Caratinga Geschichte und trat anschließend in das Priesterseminar in Caratinga ein, wo er Philosophie und Theologie studierte. Er empfing am 28. Oktober 1979 durch den Bischof von Caratinga, Hélio Gonçalves Heleno, die Priesterweihe. Er war in verschiedenen Pfarreien tätig, dort vor allem in der Jugendarbeit sowie in der Comunidades Eclesiais de Base (CEB). Von 1998 bis 2005 war er Rektor des Priesterseminars des Bistums Caratinga.
Papst Benedikt XVI. ernannte ihn am 7. Januar 2009 zum Bischof von Três Lagoas. Der Bischof von Caratinga, Hélio Gonçalves Heleno, spendete ihm am 19. April 2009 die Bischofsweihe; Mitkonsekratoren waren Paulo Mendes Peixoto, Bischof von São José do Rio Preto, und Odilon Guimarães Moreira, Bischof von Itabira-Fabriciano. Als Wahlspruch wählte er Ponens in Ministerio (dt. „Er nahm mich in seinen Dienst.“). Die Amtseinführung im Bistum Três Lagoas fand am 3. Mai desselben Jahres statt.